# Enriqueta Harris
Pour les articles homonymes, voir Harris.
Enriqueta Harris (Londres, 17 mai 1910 - Madrid, 22 avril 2006) est une écrivaine et historienne des arts anglaise naturalisée espagnole. Son œuvre sur le Greco, Diego Vélasquez et Goya est particulièrement importante.

## Biographie
Fille d'un antiquaire anglais et de mère espagnole, son père était propriétaire de The Spanish Art Gallery, principal magasin de distribution d'art hispanique à Londres repris plus tard par son frère Thomas.
Elle étudie à l'université de Londres où elle rencontre  Tancred Boreius qui l'influence pour sa thèse doctorale Les disciples de Francisco de Goya publiée en 1934.
Une grande partie de sa formation artistique est influencée par les intellectuels venus à Londres pendant la Deuxième Guerre mondiale. Elle rencontre ensuite l'historien des arts espagnol Diego Angulo Íñiguez avec qui commence une longue amitié.
Vers 1950, une fois terminée la guerre elle réalise l'analyse de l’œuvre du Greco La purification du temple, conservée à la National Gallery, ce qui lui vaut les félicitations unanimes de la société artistique britannique. En 1952, elle se marie avec l'archéologue Henry Franckfort qui décède deux ans après.
Son œuvre se développe autour de Murillo et Vélasquez. De ce dernier, elle découvre des lettres inédites jusqu'alors, ainsi que certaines études. Elle est influencée par Jonathan Brown autre analyste majeur du peintre sévillan.
En 1969, elle publie à Oxfort son œuvre majeure sur Goya, en anglais. Court mais dense, c'est l'ouvrage d'introduction de référence en anglais de l’œuvre du peintre.
En 1989, elle reçoit la Médaille d'or du mérite des beaux-arts du Ministère de l'Éducation, de la Culture et des Sports espagnol.
En 2002, peu avant sa mort, elle reçoit la Grand Croix de l'Ordre d'Isabelle la Catholique pour ses services à la diffusion de l'art espagnol.

## Œuvre
- Velázquez (1982, en anglais; 1991 en espagnol et français. Rééditions de 2003
- Études complètes sur Velázquez (1999), en espagnol et anglais (2006).
- Goya (1994), Phaidon Press Limited,  (ISBN 9780714829753).